# لیوان پاینت

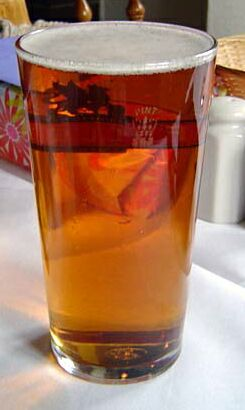
"Conical" pint glass

لیوان پاینت جامی برای نوشیدن است که می‌تواند یا ۲۰ اونس (۵۶۸ میلی لیتر) سلطنتی انگلیسی (برابر ۵۶۸ میلی‌لیتر) یا ۱۶ اونس آمریکایی (۴۷۳ میلی‌لیتر) مایع درون خود جای بدهد. از این لیوان معمولاً برای نوشیدن آب جو مورد استفاده قرار می‌گیرد.

## اشکال فعلی
اشکال فعلی -
1. کنیکل (سلیورس، به معنی آستین‌ها) - شکل لیون‌ها به جور اسم که گذشتان به عنوان یک مخروط کوتاه معکوس با ارتفاع حدود ۶ اینچ (۱۵ سانتی‌متر) و باریک شدن حدود ۱ اینچ (۲۵ میلی‌متر) در قطر بیش از ارتفاع خود. همچنین در ایالات متحده «شکر پینت» نامیده می‌شود، زیرا لیوان را می‌توان به عنوان نیمی از شیکر بوستون استفاده کرد. رایج‌ترین اندازه موجود در ایالات متحده، ۱۶ اونس آمریکا (۴۷۳ میلی‌لیتر) را روی لبه نگه می‌دارد.[۱]

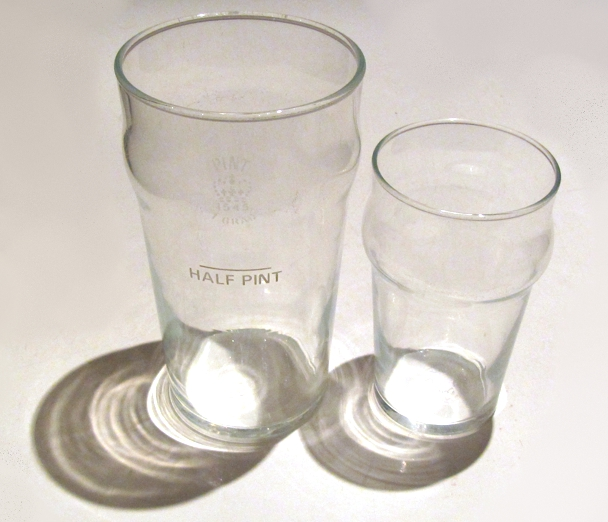
لیوان نونیک پاینت - کامل ونصفی

2. لیوان نونیک پاینت - کامل ونصفینونیک - یک تغییر در طراحی مخروطی است، که در آن شیشه چند اینچ از بالا برآمده است. این تا حدی برای بهبود چسبندگی است، تا حدی برای جلوگیری از چسبیدن لیوان‌ها به هم در هنگام انباشته شدن، و تا حدی برای ایجاد استحکام و جلوگیری از بریدگی یا «شاخ شدن» لبه.[۲] این طرح توسط هوگو پیک، از آلبرت پیک و شرکت، اختراع شد که دو پتنت ایالات متحده دریافت کرد: پتنت طراحی ۴۴۶۱۶ (۲ سپتامبر ۱۹۱۳) و حق اختراع ۱۱۰۷۷۰۰ (۱۸ اوت ۱۹۱۴)، اگرچه پتنت طراحی باطل شد و تجاری شد. به عنوان Nonik (برای "no-nick").[۳][۴] قبل از این طرح، بسیاری از طرح‌های شیشه‌ای برآمده دیگر وجود داشت که مربوط به اواسط قرن نوزدهم است، که به جای برآمدگی شدید و اهداف متفاوت (توقف درپوش شیشه، یا قرار دادن در نگهدارنده شیشه‌های سودا) متفاوت بود. برآمدگی این طرح.[۲] انگیزه اولیه برای شیشه کاهش شکستگی در هنگام روی هم چیدن (۴۰٪ قدرت له شدن بیشتر و سطح منحنی در جایی که لبه با هم تماس دارد)، کاهش شکستگی هنگام واژگونی (به دلیل برآمدگی محافظت از لبه در برابر ضربه)، بهبود چسبندگی و تسهیل تمیز کردن بود. به دلیل منحنی‌های کم عمق، در مقایسه با منحنی‌های شدیدتر). در بریتانیا، این سبک پس از جنگ جهانی دوم رایج شد، با شیشه Ravenhead (راونهد) در سال ۱۹۴۸ یک لیوان Nonik را معرفی کرد.[۵]
3. جوگ - یا دیمپل ماگ شکل ماگ برزگ با دسته دارد آنها با یک الگوی شبکه ای از شیشه ضخیم در خارج ساخته شده‌اند، که تا حدودی شبیه تقسیم‌بندی یک بمب میلز است. فرورفتگی‌ها مانع از لیز خوردن شیشه از انگشتان در کاسه لباسشویی می‌شود و طراحی شیشه بر استحکام تأکید دارد و به مقاومت در برابر شستشوی مکرر دستی کمک می‌کند. هنگامی که شستشوی دستی از دهه ۱۹۶۰ به بعد جایگزین شستشوی ماشینی شد، این ویژگی‌های طراحی اهمیت کمتری پیدا کردند. عینک‌های گودی در حال حاضر کمیاب تر از انواع دیگر هستند و به عنوان سنتی تر در نظر گرفته می‌شوند.[۶]
4. تولیپ - لیوان‌ها تولیپ مدرن‌تر، دارای شکلی بلندتر و معمولاً به سمت بالا درخشنده است. این طرح‌ها معمولاً با لگرهای قاره‌ای یا کمپین‌های تبلیغاتی توسط کارخانه‌های آبجو مرتبط هستند و اغلب با برچسب آبجو حک یا علامت‌گذاری می‌شوند.
5. کان - شکلی شبیه قوطی آبجو یا نوشیدنی استاندارد، با طرفین استوانه ای مستقیم و لبه ای معکوس. آنها نسبت به شیشه‌های مخروطی کمتر مستعد واژگونی هستند و بدون نیاز به پایه سنگین برای پایداری، حدود ۴۰٪ سبک‌تر هستند.

### نوع‌ها دیگر پانیت -
| نوع                                             | تعریف                       | برابر است با (میلی لیتر) | تذکر                                               |
| ----------------------------------------------- | --------------------------- | ------------------------ | -------------------------------------------------- |
| Flemish pintje - پینات فلامیش                   |                             | ۲۵۰                      |                                                    |
| German Pintchen - پینات المانی                  | ۱/۳ لیتر                    | ≈ ۳۳۰                    |                                                    |
| اسرائیل                                         |                             | ۴۴۰–۳۶۰                  | متفاوت است، هیچ تعریف ثابتی وجود ندارد.            |
| پینات استرالیای جنوبی                           | ۴۲۵ میلی لیتر               | ۴۲۵                      |                                                    |
| پانیت مایع آمریکا                               | ۱۶ اونس سیال                | ≈۴۷۳                     | استفاده در ایالات متحده                            |
| پانیت خشک آمریکا                                | ۱۸٫۶ اونس سیال              | ≈۵۵۱                     | کمتر رایج است.                                     |
| پانیت امپراتوری                                 | ۲۰ imp fl oz                | ≈۵۶۸                     | استفادگی در - - بریتانیا - کانادا - ایرلند         |
| پانیت استرالی                                   | ۵۷۰ میلی لیتر               | ۵۷۰                      | بر اساس پانیت امپراتوری گرد شده به یک مقدار متریک. |
| Royal pint/pinte du roi - پینات رویال           | ۴۸ French cubic inches      | ≈۹۵۲                     | بسته به منطقه از ۰٫۹۵ تا بیش از ۲ لیتر متغیر است.  |
| Canadian pinte - پینات کانادی                   | Imperial quart              | ≈۱۱۳۶                    | فقط به زبان فرانسوی.                               |
| Scottish pint/joug (obsolete) - پینات اسکاتلندی | ۲ pints and 19.69 imp fl oz | ≈۱۶۹۶                    |                                                    |

## نگارخانه

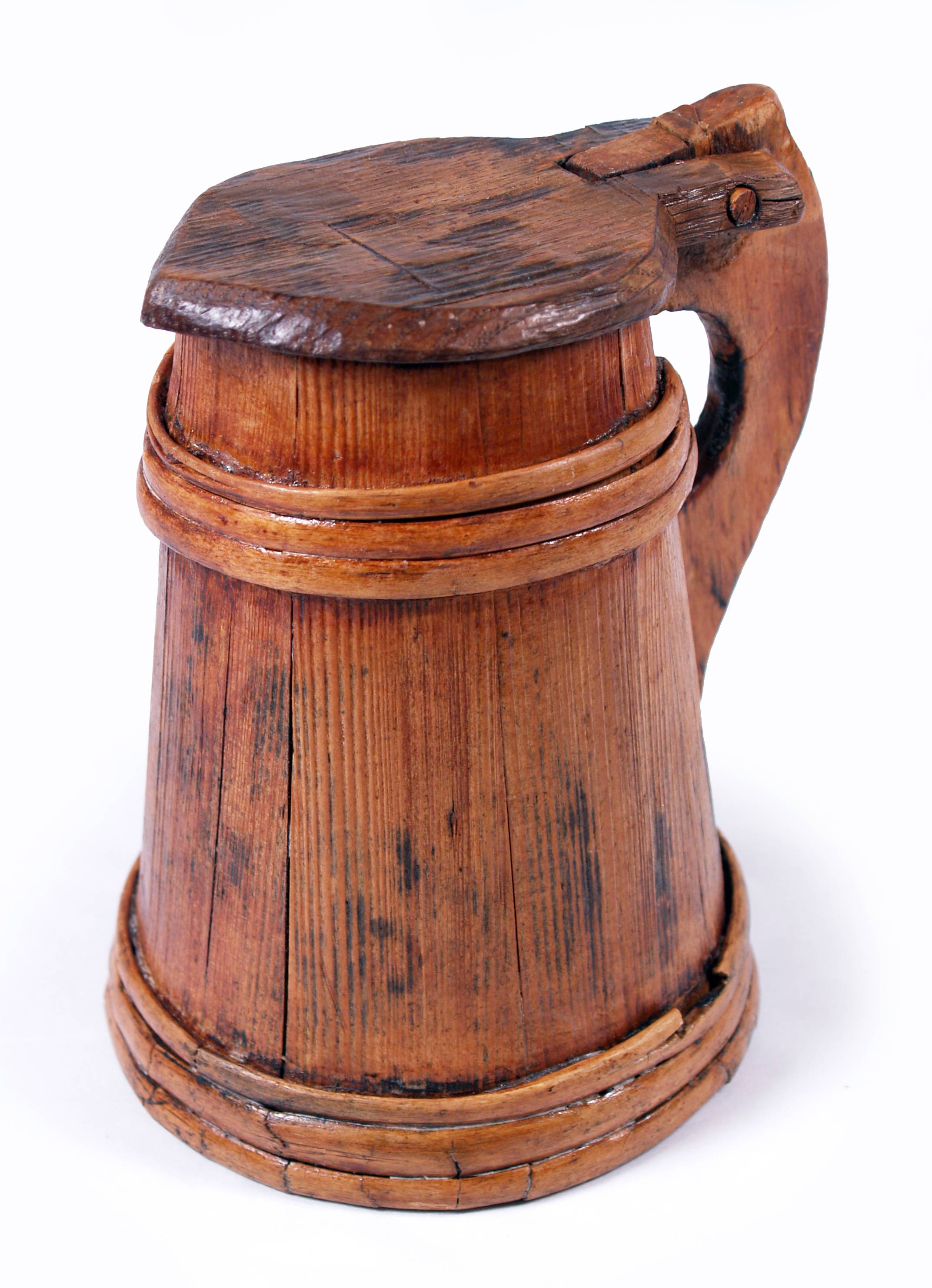
تانک چوبی در کشتی قرن شانزدهمی مری رز پیدا شد
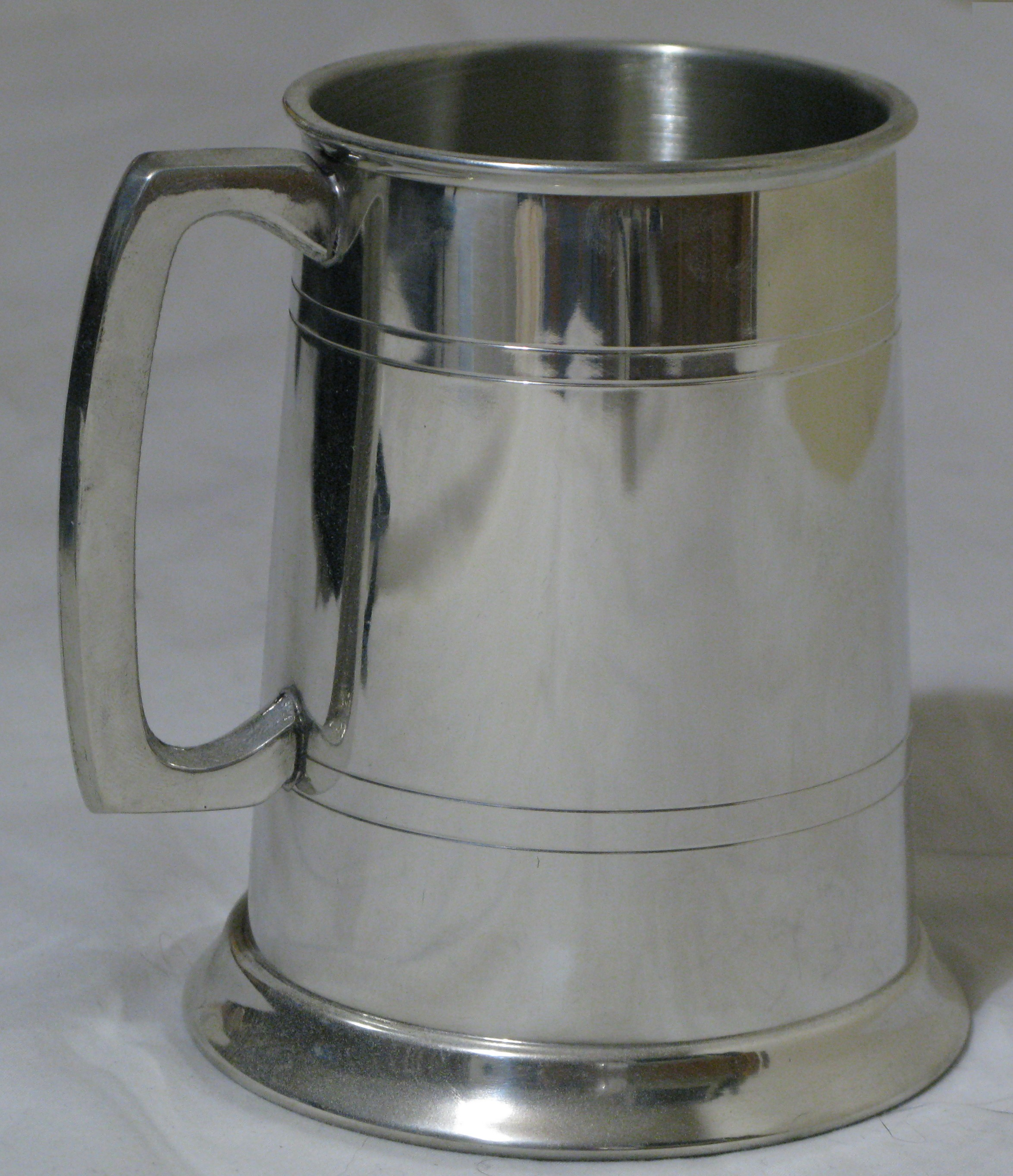
تانک پوتر
تانک شیشه ای

1. ↑  «what is pint glass conical - جستجوی Google». www.google.com. دریافت‌شده در ۲۰۲۴-۱۱-۰۵.
2. 1 2  "Last orders for traditional pint glass as search begins for alternatives". The Times.[پیوند مرده]
3. ↑  Fred Messmer Mfg. Co. v. Albert Pick & Co. et al., The Federal Reporter, Volume 251, p. 895
4. ↑  The Soda Fountain, Volume 21, December 1922, p. 78
5. ↑  Twentieth century factory glass, Lesley Jackson, 2000, pp. 66, 164
6. ↑  "Collapse of Glass Firms Calls Time on Dimpled Jugs". The Independent. 10 March 2001. Retrieved 20 January 2019.